# Okręgowe rozgrywki w piłce nożnej woj. wileńskiego (1930)

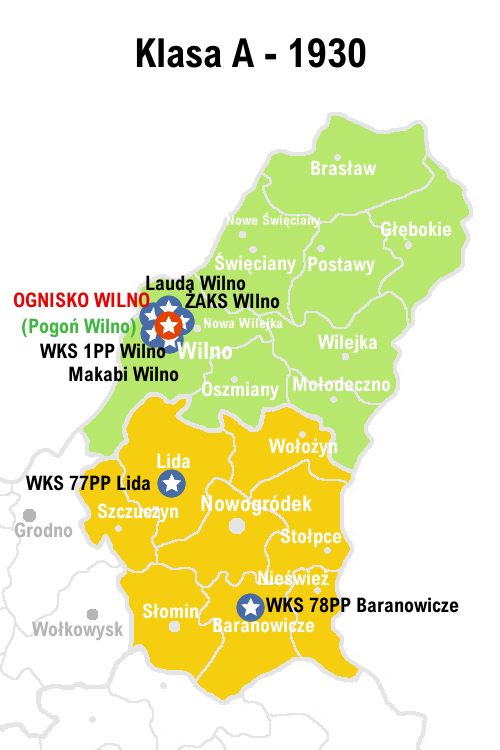
Kluby uczestniczące w Wileńskiej Klasie A w 1930 roku

8. Okręgowe rozgrywki w piłce nożnej województwa wileńskiego prowadzone są przez Wileński Okręgowy Związek Piłki Nożnej. Drużyny z województwa nowogródzkiego występują w rozgrywkach klasy A i B.
Mistrzostwo Okręgu Wileńskiego zdobyła drużyna Ognisko Wilno.
| Rozgrywki | Poziomy rozgrywkowe w sezonie 1930 | Poziomy rozgrywkowe w sezonie 1930             | Poziomy rozgrywkowe w sezonie 1930             | Poziomy rozgrywkowe w sezonie 1930             | Poziomy rozgrywkowe w sezonie 1930             |
| --------- | ---------------------------------- | ---------------------------------------------- | ---------------------------------------------- | ---------------------------------------------- | ---------------------------------------------- |
| Centralne | I poziom ligowy                    | Liga                                           | Liga                                           | Liga                                           | Liga                                           |
| Okręgowe  | II poziom ligowy                   | Klasa A (Wilno)                                | Klasa A (Wilno)                                | Klasa A (Wilno)                                |                                                |
| Okręgowe  | III poziom ligowy                  | Klasa B gr.I (Wileńska)                        | Klasa B gr.I (Lidzka)                          | Klasa B gr. (Baranowicze)                      | Klasa B gr. (Baranowicze)                      |
| Okręgowe  | IV poziom ligowy                   | Klasa C Brak danych co do istnienia tej klasy. | Klasa C Brak danych co do istnienia tej klasy. | Klasa C Brak danych co do istnienia tej klasy. | Klasa C Brak danych co do istnienia tej klasy. |

## Rozgrywki ogólnopolskie
Ognisko Wilno wystąpiło w eliminacjach do Ligi, gdzie w grupie III zajęło 3 (ostatnie) miejsce.

## Klasa A - II poziom rozgrywkowy
| Poz. | Drużyna              | M  | Z | R | P  | Bramki | Punkty | opis                       |
| ---- | -------------------- | -- | - | - | -- | ------ | ------ | -------------------------- |
| 1    | Ognisko Wilno        | 12 | 7 | 4 | 1  | 32-19  | 18     | Przegrane elim. do ligi    |
| 2    | WKS 1PP Wilno        | 12 | 7 | 3 | 2  | 38-12  | 17     | Dodatkowy mecz o 2 miejsce |
| 3    | Makabi Wilno         | 12 | 8 | 1 | 3  | 31-14  | 17     | Dodatkowy mecz o 2 miejsce |
| 4    | PZS Lauda Wilno      | 12 | 4 | 2 | 6  | 21-34  | 10     |                            |
| 5    | WKS 78PP Baranowicze | 12 | 5 | 0 | 7  | 25-33  | 10     |                            |
| 6    | ŻAKS Wilno           | 12 | 1 | 4 | 7  | 14-22  | 8      |                            |
| 7    | WKS 77PP Lida (b)    | 12 | 2 | 0 | 10 | 12-39  | 4      | Spadek kl.B                |
| 8    | Pogoń Wilno          | -  | - | - | -  | -      | -      | wycofanie                  |

- Przed sezonem sekcję piłki nożnej AZS-u przejął nowy klub funkcjonujący pod patronatem pocztowców - Pocztowy Związek Sportowy Lauda Wilno. Nazwa kluby pojawiła się już w historii Wilna w 1923 roku, Lauda z 1930r. to nie jest ten sam klub.
- Tabela na podstawie wyników prasowych, bez weryfikacji WOZPN.
- Kolejność prawidłowa, według doniesień z Przeglądu Sportowego. [1]
- 77pp wycofało się po I rundzie, w drugiej przyznawano walkowery.
- Pogoń po I rundzie rozwiązała swoją sekcję piłki nożnej, którą przejął WKS 1PP. Wyniki Pogoni zostały anulowane.
- Dodatkowy mecz o 2 miejsce: WKS 1PP : Makabi 2:1[2]

Mecze:

- 1 runda
- 26.04.1930 - ŻAKS : WKS 1PP 1:1
- 27.04.1920 - Lauda : Makabi 0:6
- 27.04.1930 - WKS 77PP : Pogoń 0:1 (mecz unieważniony)
- 4.05.1930 - Ognisko : Pogoń 6:0
- 5.05.1930 - ŻAKS : Ognisko 1:1
- 17.05.1930 - Lauda : WKS 77PP 5:2
- 18.05.1930 - Pogoń : ŻAKS 3:1 (mecz unieważniony)
- 18.05.1930 - WKS 78PP : Makabi  0:3
- 24.05.1920 - WKS 1PP : Makabi 2:1
- 25.05.1930 - Lauda : 78PP 3:0
- 25.05.1930 - WKS 77PP - Ognisko 1:3
- 30.05.1930 - WKS 1PP : Pogoń 5:1 (mecz unieważniony)
- 31.05.1930 - Makabi : ŻAKS 3:1
- 1.06.1930 - Lauda : Ognisko 2:5
- 1.06.1930 - WKS 77PP – 78pp 0:9
- 7.06.1930 - Pogoń : Lauda 3:1 przerwany (mecz unieważniony)
- 8.06.1930 - Makabi : WKS 77PP 2:1
- 8.06.1930 - WKS 78PP : ŻAKS 2:1
- 9.06.1930 - Ognisko : WKS 1PP 1:3
- 15.06.1930 - Lauda : ŻAKS 1:3
- 14.06.1930 - Ognisko - WKS 78pp 3:2
- 15.06.1930 - WKS 77PP : WKS 1PP 2:1
- 19.06.1930 - Pogoń : Makabi 2:0 (mecz unieważniony)
- 19.06.1930 - WKS 77PP : ŻAKS 5:0
- 22.06.1930 - Lauda : WKS 1PP 0:7
- 28.06.1930 - WKS 78PP : Pogoń (brak) (mecz unieważniony)
- 29.06.1930 - Makabi : Ognisko 3:3 - powtórzony
- 13.07.1930 - WKS 1PP : WKS 78PP 1:2 (mecz zaległy)
- 2 runda
- 5.07.1930 - Makabi : Lauda 3:1
- 6.07.1930 - Ognisko : ŻAKS 1:0
- 6.07.1930 - WKS 1PP : WKS 77PP 3:0(vo)
- 19.07.1930 - Makabi : WKS 1PP 1:0 (zwer. 0:3)
- 20.07.1930 - Ognisko : WKS 77PP 3:0(vo)
- 20.07.1930 - WKS 78PP : Lauda 0:1
- 26.07.1930 - Ognisko : Lauda 1:1
- 27.07.1930 - ŻAKS : WKS 77PP 3:0(vo)
- 2.08.1930 - WKS 1PP : ŻAKS 0:0
- 3.08.1930 - Makabi : WKS 78PP 3:0(vo)
- 10.08.1930 - Ognisko : Makabi 3:1
- 10.08.1930 - Lauda : ŻAKS 2:2
- 10.08.1930 - WKS 78PP : WKS 1PP 1:10
- 15.08.1930 - WKS 78PP : Ognisko 2:6
- 16.08.1930 - WKS 1PP : Lauda 5:2
- 17.08.1930 - ŻAKS : Makabi 0:2
- 23.08.1930 - WKS 1PP : Ognisko 2:2
- ?.07.1930 - WKS 78PP : ŻAKS 4:2  (?)
- ?.?.1930 - WKS 77PP : WKS 78PP (0-3)vo
- ?.?.1930 - WKS 77PP : Lauda (0-3)vo
- ?.08.1930 - WKS 77pp : Makabi 0:3(vo)

## Klasa B - III poziom rozgrywkowy
Faza finałowa - eliminacje do klasy A

| Poz. | Drużyna            | M | Z | R | P | Bramki | Punkty |
| ---- | ------------------ | - | - | - | - | ------ | ------ |
| 1    | Makabi Baranowicze |   |   |   |   |        |        |
| ?    | b.d.               |   |   |   |   |        |        |
| ?    | b.d.               |   |   |   |   |        |        |

Grupa wileńska

Brak dokładnych danych co do ilości grup w Wilnie.
| Poz. | Drużyna            | M | Z | R | P | Bramki | Punkty |
| ---- | ------------------ | - | - | - | - | ------ | ------ |
| ?    | Jutrznia Wilno (b) | 2 | 2 | 0 | 0 | 5-2    | 4      |
| ?    | WKS Pogoń II Wilno | 1 | 1 | 0 | 0 | 5-1    | 2      |
| ?    | WKS 1PP II Wilno   | 2 | 1 | 0 | 1 | 11-2   | 2      |
| ?    | Makabi II Wilno    | 2 | 1 | 0 | 1 | 2-3    | 2      |
| ?    | Lauda II Wilno     | 1 | 0 | 0 | 1 | 0-1    | 0      |
| ?    | (ŻAKS II Wilno)    | 2 | 0 | 0 | 2 | 1-15   | 0      |
| ?    | (Ognisko II Wilno) |   |   |   |   |        |        |
| ?    | (PKS Wilno)        |   |   |   |   |        |        |
| ?    | (RKS Siła Wilno)   |   |   |   |   |        |        |

- Tabela szczątkowa, znane są wyniki 5 meczów.
- (w nawiasach) - Brak pewności co do uczestnictwa danych zespołów w rozgrywkach.
- Nowa drużyna dołączyła do klasy B : RSWF Jutrznia Wilno (Robotnicze Stowarzyszenie Wychowania Fizycznego)[3]

Grupa Lidzka
| Poz. | Drużyna            | M | Z | R | P | Bramki | Punkty |
| ---- | ------------------ | - | - | - | - | ------ | ------ |
| ?    | PKS Lida (b)       |   |   |   |   |        |        |
| ?    | ŻKS Lida (b)       |   |   |   |   |        |        |
| ?    | LOSO Lida (b)      |   |   |   |   |        |        |
| ?    | (WKS 77PP II Lida) |   |   |   |   |        |        |

- (w nawiasach) - Brak pewności co do uczestnictwa danych zespołów w rozgrywkach.
- Nowe drużyny dołączyły do klasy B : Policyjny KS Lida, Żydowski KS Lida, Lidzka Ochotnicza Straż Ogniowa Lida.[3]

Grupa baranowicka
Brak dokładnych danych jakie zespoły uczestniczyły w rozgrywkach.
| Poz. | Drużyna                   | M | Z | R | P | Bramki | Punkty |
| ---- | ------------------------- | - | - | - | - | ------ | ------ |
| 1    | Makabi Baranowicze        |   |   |   |   |        |        |
| ?    | WKS Słonim                |   |   |   |   |        |        |
| ?    | (Strzelec Baranowicze)    |   |   |   |   |        |        |
| ?    | (ŻKS Słonim)              |   |   |   |   |        |        |
| ?    | (PKS Nowogródek)          |   |   |   |   |        |        |
| ?    | (Makabi Nowogródek)       |   |   |   |   |        |        |
| ?    | (WKS 78PP II Baranowicze) |   |   |   |   |        |        |

- (w nawiasach) - Brak pewności co do uczestnictwa danych zespołów w rozgrywkach.

## Klasa C - IV poziom rozgrywkowy
- Brak danych co do istnienia tej klasy rozgrywkowej.